# Euxoa mustelina
Euxoa mustelina är en fjärilsart som beskrevs av Hugo Theodor Christoph 1876. Euxoa mustelina ingår i släktet Euxoa och familjen nattflyn. Inga underarter finns listade i Catalogue of Life.

## Bildgalleri

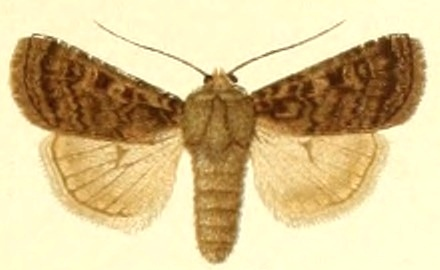
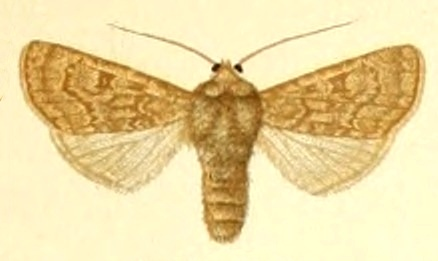